# Salpichroa dependens
Salpichroa dependens är en potatisväxtart som först beskrevs av William Jackson Hooker, och fick sitt nu gällande namn av John Miers. Salpichroa dependens ingår i släktet Salpichroa och familjen potatisväxter. Inga underarter finns listade i Catalogue of Life.